# ساینتیا ۷۷۵۶
سیارک ۷۷۵۶ (به انگلیسی: 7756 Scientia، نامگذاری:1990FR1) هفت هزار و هفتصد و پنجاه و ششمین سیارک کشف شده‌است که در ۲۷ مارس ۱۹۹۰ کشف شد.
قدر مطلق سیارک برابر ۱۲٫۳۰ است.